# Hao (Frans-Polynesië)
Hao is een bestuurlijke entiteit  (gemeente) van 12 eilanden binnen de veel grotere eilandengroep van de Tuamotuarchipel in Frans-Polynesië. Hao is tevens de naam van het belangrijkste eiland van dit geheel. Dit eiland is, net als de 11 andere eilanden, een atol.

## Het eiland

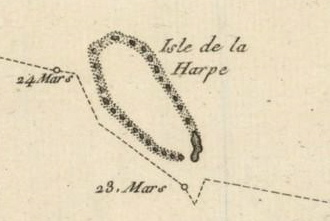
Schetskaart uit 1768.

### Geografie
Hao ligt  920 km ten oosten van Tahiti. Het is een harpvormig atol met een lengte van 50 km en een breedte van 14 km. Het landoppervlak bedraagt 47 km². Het wateroppervlak van de lagune is 720 km². Het atol is een koraalrif dat zich vormde rond de top van een vulkaan  van 3190 m hoogte vanaf de zeebodem, die ongeveer 43 miljoen jaar geleden is ontstaan.

### Geschiedenis
De eerste Europeaan die melding maakt van het eiland is de ontdekkingsreiziger Pedro Fernández de Quirós in 1606. Hij noemde het eiland Conversion de Saint-Paul. 
In de negentiende eeuw werd het eiland Frans territoriaal bezit. Er woonde toen ongeveer 400 mensen. In 1852 kwamen de missionarissen en werd er een parochie gesticht en in 1870 werd er een kerk gebouwd. 
Traditioneel leefde de bevolking van het maken van kopra, de vangst van vis en zeekomkommer en de kweek van pareloesters (Pinctada). Verder is het een centrum met onderwijsvoorzieningen voor een groot aantal eilanden van de archipel.

## Centre d'expérimentation du Pacifique
Tussen 1960 en 2000 bevond zich op het eiland een onderzoekcentrum van de Franse krijgsmacht, dat eufemistisch het Centre d'expérimentation du Pacifique werd genoemd. Het was onderdeel van het centrum vanwaaruit dat  het doen van proeven met de Franse kernwapens op Moruroa en Fangataufa werd gecoördineerd. Hiervoor werd op het eiland een militaire infrastructuur opgebouwd met onder andere een luchthaven. Deze infrastructuur zal geleidelijk worden afgebroken. In 2009 is daarmee begonnen. Omdat het onderzoekcentrum een belangrijke werkgever was, worden nu op het eiland naarstig pogingen ondernomen om voor de bevolking andere vormen van werkgelegenheid te scheppen, zoals het kweken van vis en toerisme. Verder wordt geïnvesteerd in het gebruik van zonnepanelen en een ontziltingsinstallatie.

## Ecologie
Er komen 40 vogelsoorten voor met 7 vogelsoorten van de Rode Lijst van de IUCN waaronder de met uitsterven bedreigde Tahitiaanse patrijsduif (Alopecoenas erythropterus) en de hendersonstormvogel (Pterodroma atrata).

## De gemeente Hao
.

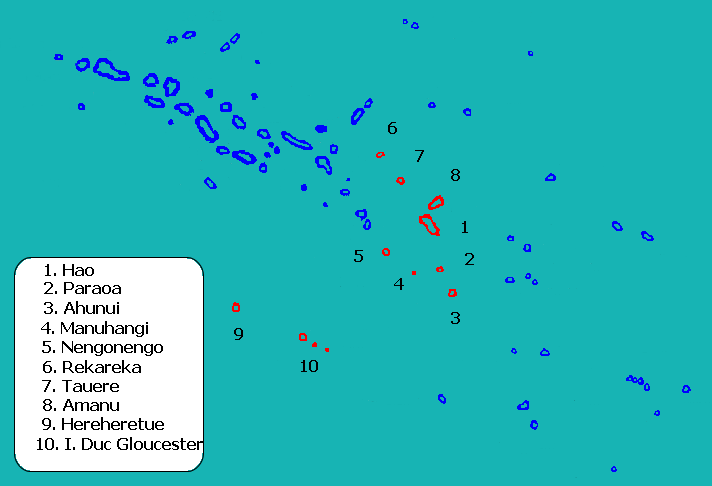
Ligging van Hao en daarbij behorende atollen

De gemeente Hao bestaat uit 12 atollen: 
- Het atol Hao in 2002 met 1222 permanent verblijvende inwoners, 50 km² groot.
- Paraoa niet permanent bewoond, 4 km² groot.
- Ahunui niet permanent bewoond, 3 km² groot.
- Manuhangi niet permanent bewoond, 1 km² groot.
- Nengo Nengo niet permanent bewoond, 9 km² groot.
- Rekareka niet permanent bewoond, 2 km² groot.
- Tauere niet permanent bewoond, 2 km² groot.
- Amanu, met 163 inwoners, 28 km² groot.
- Hereheretue, met 57 inwoners, 1 km² groot.
- Îles du Duc de Gloucester: 
  - Anuanuraro niet permanent bewoond, 18 km² groot.
  - Anuanurunga niet permanent bewoond, 7 km² groot.
  - Nukutepipi niet permanent bewoond, 1 km² groot.

In 2002 woonden er totaal in deze gemeente 1836 inwoners.